# One North LaSalle Street
Le One North LaSalle Street est un gratte-ciel de 161 mètres construit à Chicago en 1930.